# Kamo jutro pružilo se
Kamo jutro pružilo se je 87. i poslednja epizoda strip serijala Ken Parker. Nikada do sada nije objavljena u Srbiji. Epizodu je nacrtao Ivo Milazzo, a scenario napisao Đankarlo Berardi. Epizoda je imala ukupno 126 strana.

## Originalna epizoda
Originalna epizoda objavljena je premijerno u Italiji pod naslovom Fin dove arriva il mattino. Izašla u izdanju Mondadori Comics u aprilu 2015. godine.

## Kratak sadržaj
Godina je 1908. Nakon oprosta kazne i otpusta iz zatvora, Ken se vraća u Montanu. Nailazi na spaljenu kuću kuvara Džošue, koji je snabdevao zatvor u kome se Ken nalazio. Na fotografiji koju je pronašao na zgarištu prepoznaje njegovu suprugu i ćerku, Oliviju i Fren, koje su verovatno preživele. Ken kreće u potragu za njima da bi ih spasio. Uskoro ih pronalazi sa grupom razbojnika koje je upoznao u zatvoru. Razbojnici ih seksualno iskorištavaju, na šta Ken ne reaguje i pridružuje se razbojnicima. Nakon neuspešne pljačke prodavnice u malom mestu, šerif kreće u poteru za razbojnicima. Kada dođe do sukoba, razbojnici ubijaju šerifa i pobeđuju, ali na kraju Ken koristi priliku da ubije ostatak razbojničke grupe, osveti Džošuuu i spasi Oliviju i Fren. Fren se, međutim, emocionalno vezala za Ralfa, jednog od nasilnika. Kada je videla da Ken ubija Ralfa, ona uzima pištolj i puca na Kena. Ken nema oružje, ali u njegovu zaštitu staje Olivija koja puca na svoju ćerku i ubija je.

## Kenova neutralna pravdoljubivost
Ken tvrdi kako ga je boravak u zatvoru promenio. Međutim, on je sada samo oprezniji i sporiji. Njegov glavni cilj od početak ove epizode je ponovo preuzimanje uloge šerifa i deljenje pravde: on želi da osveti Olivijinog supruga i oslobodi Oliviju i Fren, što mu je na kraju delimično uspelo.
Kenova neutralna pravodljubivost prepoznaje se na samom početku serijala kada u LMS-433 prihvata ulogu šerifa. Ovo je jedna od važnijih Kenovih motivacija koja je definisala drugi deo serijala (kada Ken učestvuje u uličnim protestima na “pogrešnoj” strani i ubija policajca; vidi LMS-784), a dolazi do izražaja u poslednjoj epizodi. Ken nema nikakvog razloga da prati razbojnike i osveti Džošuinu smrt, ali ipak to čini po cenu sopstvenog života. (Ovakva vrsta motivacije prevazilazi potrebu za ličnom osvetom, koja je takođe determinisla Kenovo sudbinu u velikom broju slučajeva u prošlosti.) 
Konačna potvrda Kenovog pravdoljubivog ponašanja dolazi na samom kraju epizode kada Fren puca na Kena zato što je ubio Ralfa. Pošto Ken ne može da se brani, Olivija uzima pušku i ubija sopstvenu ćerku. Ovo predstavlja vrhunac serijala jer se ovom scenom podvlači neutralna pravdoljubivost kao jedna od glavnih Kenovih definišućih osobina, zbog koje je završio u zatvoru i tamo proveo skoro trećinu života (20 godina).

## Kenova smrt na kraju epizode
Nije jasno da li Ken umire na kraju epizode. Poslednji kadrovi ostavljaju to pitanje otvorenim. Ovakav završetak se već desio u jednoj u prethodnih epizoda (Kraj Crnog Medveda), kade su poslednji kadrovi eksplicitnije, ali ne definitivno, sugerisali da Ken umire.
U LMS-527 saznaje se da je Ken rođen 1844. godine, što znači da na kraju ove epizode, koja se dešava 1908. godine, Ken ima 64. godine.

## Hrvatsko izdanje
Do sada je ovu epizodu jedina objavila hrvatska Fibra 2015. godine. Ova epizoda do sada nije objavljena u Srbiji.